# José Mutis

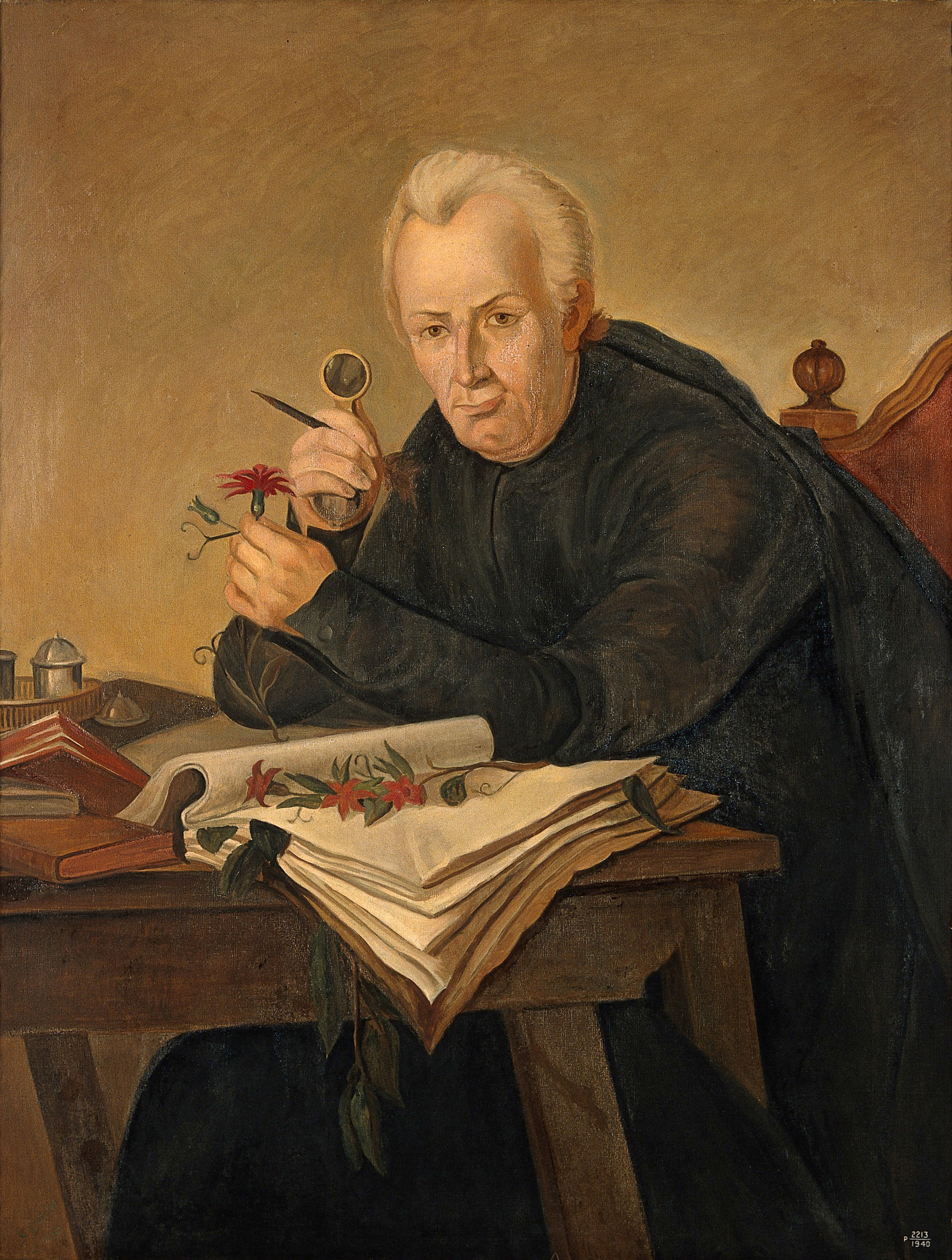

José Celestino Mutis, född 6 april 1732, död 11 september 1808, var en spansk botaniker.

## Biografi
Mutis var lärjunge till Linné och företog mångåriga och vidsträckta forskningsresor i Vicekungadömet Nya Granada och utgav en frukt av därvid gjorda växtinsamlingar det monumental verket Flora da Bogotá ó de Nueva Granada (13 band, därav flera postuma, 6.480 planscher). Mutis studerade även ingående egenskaperna hos amerikanska droger, vilka till stor del tack vare honom, särskilt Cinchona, som han beskrev i El arcano de la Quina (1773), kräkrot, Myroxylon balsamum pereirae (varifrån perubalsam hämtas) och andra arter som kom till vidsträckt farmakologisk användning. Hans stora herbarium, omfattande 20.000 arter förvaras på botaniska institutet i Madrid.
Han invaldes 1784 i svenska Kungliga Vetenskapsakademien.